# Estadio Ciudad de La Plata
Estadio Ciudad de La Plata – wielofunkcyjny stadion zlokalizowany w argentyńskim mieście La Plata. Znany jest również pod nazwą Estadio Único. Zarządzany jest przez prowincję Buenos Aires.
Stadion został otwarty 7 czerwca 2003 roku i jest jednym z najnowocześniejszych stadionów w Ameryce Łacińskiej. Stadion użytkują Estudiantes LP i Gimnasia y Esgrima LP. Gimnasia powróciła na swój poprzedni stadion w 2008 roku.